# Kształt wody
Kształt wody (ang. The Shape of Water) – amerykański film fantasy z 2017 roku w reżyserii Guillermo del Toro.
Premiera filmu odbyła się 31 sierpnia 2017 podczas 74. MFF w Wenecji, gdzie zdobył on główną nagrodę, Złotego Lwa.
27 lutego 2018 ukazała się adaptacja powieściowa filmu napisana przez Guillermo del Toro i Daniela Krausa. Polskie tłumaczenie Tomasza Bieronia wydała oficyna Zysk i S-ka tego samego dnia.

## Fabuła
Akcja filmu rozgrywa się na początku lat 60. XX wieku w Baltimore. Elisa Esposito pracuje jako sprzątaczka w tajnym rządowym centrum badawczym. Monotonne życie urozmaicają jej spotkania z Zeldą, która również pracuje w ośrodku, oraz z homoseksualnym sąsiadem Gilesem. Pewnego dnia do laboratorium zostaje przywiezione tajemnicze stworzenie, które schwytano w Ameryce Południowej. Okazuje się, że to humanoidalny płaz, z którym Elisa potajemnie się zaprzyjaźnia. Gdy dowiaduje się, że wojskowi chcą go uśmiercić w celu dalszych badań, postanawia z pomocą Gilesa pomóc mu w ucieczce. Jej plan zostaje jednak odkryty przez jednego z naukowców, dr Roberta Hoffstetlera, który w rzeczywistości jest sowieckim szpiegiem.

## Obsada
- Sally Hawkins jako Elisa Esposito
- Michael Shannon jako pułkownik Richard Strickland
- Richard Jenkins jako Giles
- Octavia Spencer jako Zelda Fuller
- Doug Jones jako człowiek-płaz
- Michael Stuhlbarg jako doktor Robert Hoffstetler
- Lauren Lee Smith jako Elaine Strickland
- Nick Searcy jako generał Hoyt
- David Hewlett jako Fleming
- Dru Viergever jako żandarm

## Produkcja
Pomysł na film powstał w 2011 roku podczas spotkania del Toro i Krausa. Główną inspiracje stanowił film Potwór z Czarnej Laguny z 1954 roku, który del Toro oglądał w dzieciństwie. Reżyser początkowo chciał nakręcić jego remake, lecz podczas rozmów prowadzonych z wytwórnią Universal nie przekonał jej szefów, by ukazać historię z perspektywy tytułowego potwora. Razem z Vanessą Taylor napisał więc nowy scenariusz, a akcję filmu osadził w czasach zimnej wojny.
Zdjęcia rozpoczęły się 15 sierpnia 2016 roku w Hamilton w Kanadzie, a zakończono je 6 listopada tego samego roku.

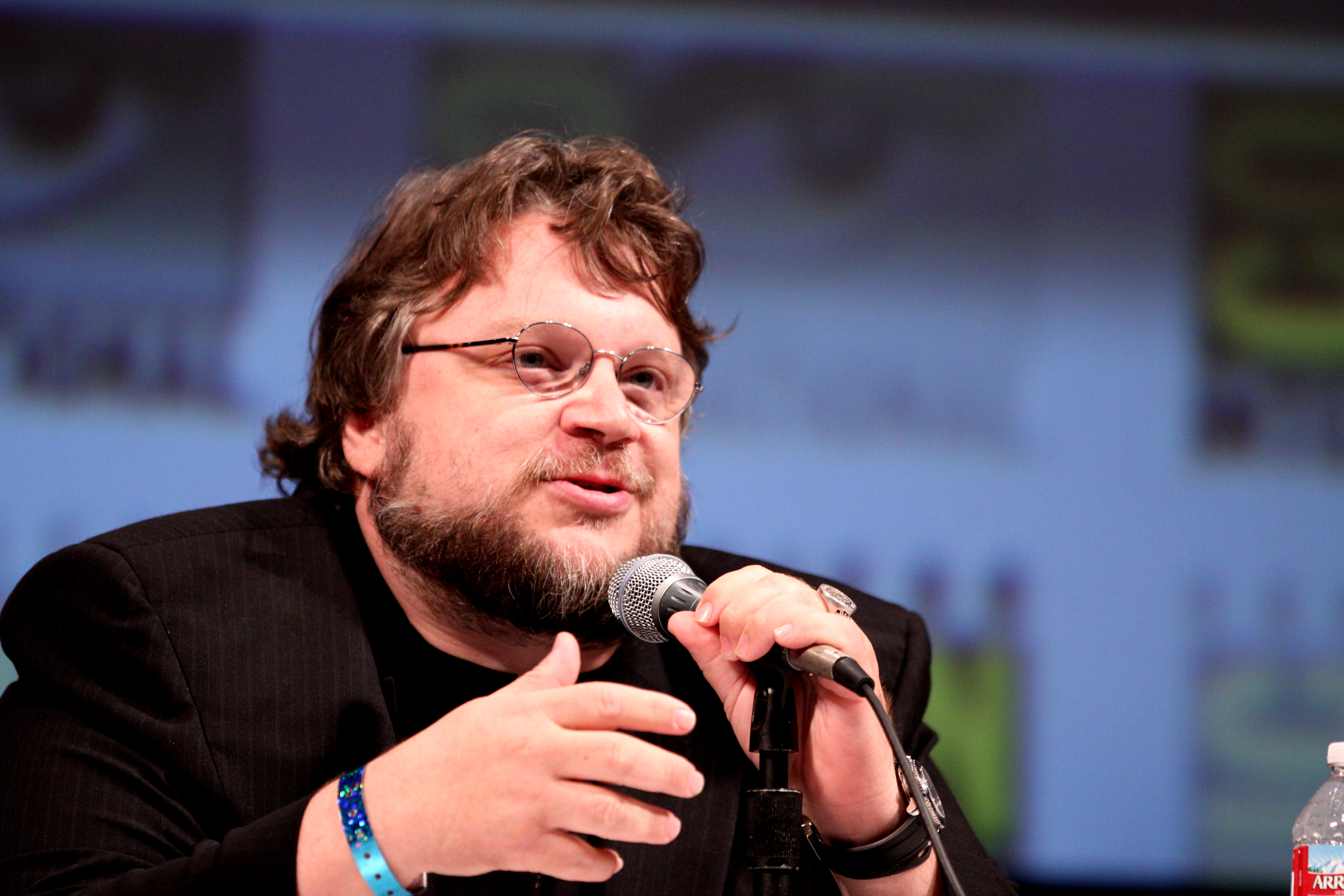
Guillermo del Toro.

## Odbiór

### Box office
Budżet filmu jest szacowany na 19,5 miliona dolarów. W Stanach Zjednoczonych i Kanadzie film zarobił blisko 64 mln USD. W innych krajach przychody wyniosły prawie 132 mln, a łączny przychód z biletów niecałe 196 milionów dolarów.

### Krytyka w mediach
Film spotkał się z dobrą reakcją krytyków. W serwisie Rotten Tomatoes 92% z 443 recenzji jest pozytywne, a średnia ocen wyniosła 8,36/10. Na portalu Metacritic średnia ocen z 53 recenzji wyniosła 87 punktów na 100.

### Nagrody i nominacje
Kształt Wody na 90. ceremonii wręczenia Oscarów zdobył cztery statuetki – za „najlepszy film”, „najlepszą reżyserię”, „najlepszą scenografię” i „najlepszą muzykę”. Był również nominowany do tej nagrody w kategoriach: „najlepszy scenariusz oryginalny”, „najlepszy dźwięk”, „najlepszy montaż dźwięku”, „najlepsze kostiumy”, „najlepszy montaż”, „najlepsze zdjęcia”, „najlepsza drugoplanowa rola męska” (Richard Jenkins), „najlepsza drugoplanowa rola kobieca” (Octavia Spencer) i „najlepsza pierwszoplanowa rola kobieca” (Sally Hawkins).